# Conflit coréen
Notes
Voir Guerre de Corée pour plus de détails sur les belligérants pendant la guerre.
Guerre froide (jusqu'en 1991)
Le conflit coréen est un conflit en cours basé sur la division de la Corée entre la Corée du Nord (république populaire démocratique de Corée) et la Corée du Sud (république de Corée), qui prétendent toutes deux être le seul gouvernement légitime de toute la Corée. Pendant la guerre froide, la Corée du Nord est soutenue par l'Union soviétique, la Chine et d'autres alliés, tandis que la Corée du Sud est soutenue par les États-Unis et ses alliés occidentaux.
Après de longues années de domination japonaise, la division de la Corée par les États-Unis et l'Union soviétique a lieu en 1945. Les deux superpuissances créent alors un gouvernement à leur image en 1948. Des tensions éclatent lors de la guerre de Corée, qui dura de 1950 à 1953. À l'achèvement de cette dernière, les deux pays sont dévastés mais la division demeure. La Corée du Nord et la Corée du Sud poursuivent une impasse militaire et les deux pays connaissent des escarmouches périodiques. Le conflit a persisté malgré la fin de la guerre froide et perdure à ce jour.
Les États-Unis maintiennent une présence militaire dans le Sud pour aider la Corée du Sud conformément au traité de défense mutuelle entre la république de Corée et les États-Unis. En 1997, le président américain Bill Clinton qualifie la division de la Corée comme la « dernière division de la guerre froide ». En 2002, le président américain George W. Bush qualifie la Corée du Nord de membre d'un « axe du mal »,. Confrontée à un isolement croissant, la Corée du Nord a développé des capacités antimissiles et nucléaires.
Après une tension accrue tout au long de 2017, l'année 2018 voit la Corée du Nord et du Sud, ainsi que les États-Unis, organiser une série de sommets qui promeut la paix et le désarmement nucléaire. Cela conduit à la déclaration de Panmunjom le 27 avril 2018, lorsque le Nord et le Sud conviennent de travailler ensemble pour dénucléariser la péninsule, améliorer les relations intercoréennes, mettre fin au conflit et avancer vers la réunification pacifique. Au cours des années suivantes, les efforts diplomatiques ont échoué et l'affrontement militaire est revenu au premier plan.

## Contexte
La Corée est annexée par l'empire du Japon le 22 août 1910 et gouvernée par celui-ci jusqu'au 2 septembre 1945. Pendant l'occupation japonaise de la Corée, des groupes nationalistes et radicaux émergent, pour la plupart en exil, pour lutter pour l'indépendance. Divergents dans leurs perspectives et leurs approches, ces groupes échouent à s'unir en un seul mouvement national,. Basé en Chine, le gouvernement provisoire coréen ne réussit pas à obtenir une large reconnaissance. Les nombreux dirigeants prônant l'indépendance de la Corée comprennent le conservateur Syngman Rhee, qui fit pression sur le gouvernement américain, et le communiste Kim Il-sung, qui mena une guérilla contre les Japonais depuis la Mandchourie voisine au nord de la Corée.
Après la fin de l'occupation, de nombreux Coréens de haut rang ont été accusés de collaborer avec l'impérialisme japonais. Une lutte intense et sanglante entre diverses personnalités et groupes politiques aspirant à diriger la Corée s'ensuivit.

## Division de la Corée
Le 9 août 1945, comme convenu par les Alliés lors de la conférence de Yalta, l'Union soviétique déclare la guerre au Japon et avance en Corée. Le gouvernement américain demande que l'avance soviétique s'arrête au 38e parallèle. Les forces américaines doivent occuper la zone située au sud du 38e parallèle, y compris la capitale, Séoul. Cette division de la Corée en deux zones d'occupation est incorporée dans l'ordre général no 1, donné aux forces japonaises après la reddition du Japon le 15 août. Le 24 août, l'armée rouge entre à Pyongyang et établit un gouvernement militaire sur la Corée au nord du parallèle. Les forces américaines débarquent dans le sud le 8 septembre et établissent le gouvernement militaire de l'armée américaine en Corée.

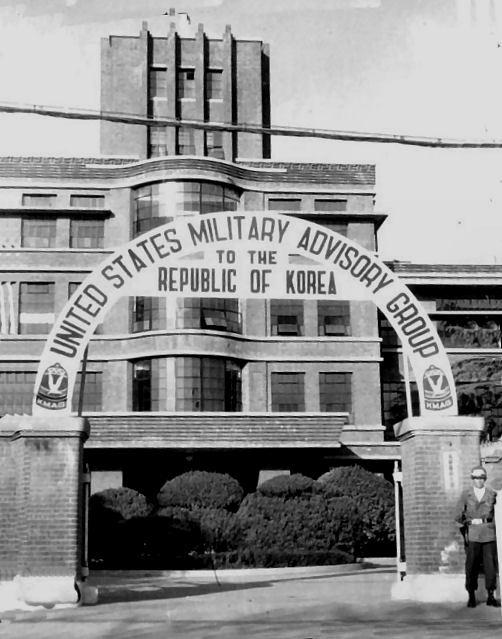
Quartier général du Groupe consultatif militaire américain, Corée du Sud, années 1950.

Les Alliés avaient initialement envisagé une tutelle conjointe qui conduirait la Corée vers l'indépendance, mais la plupart des nationalistes coréens voulaient l'indépendance immédiatement. Pendant ce temps, la coopération en temps de guerre entre l'Union soviétique et les États-Unis se détériore dans le contexte du début de la guerre froide. Les deux puissances occupantes commencent à promouvoir à des postes d'autorité des Coréens alignés sur leur camp politique tout en marginalisant leurs adversaires. Beaucoup de ces dirigeants politiques émergents revenaient en exil avec peu de soutien populaire,. En Corée du Nord, l'Union soviétique soutient les communistes coréens. Kim Il-sung, qui depuis 1941 sert dans l'armée soviétique, devient la figure politique majeure. La société est centralisée et collectivisée, suivant le modèle soviétique. La politique dans le Sud est plus tumultueuse, mais l'anticommuniste Syngman Rhee, qui a fait ses études aux États-Unis, se positionne comme le politicien le plus en vue.
En Corée du Sud, des élections générales ont lieu le 10 mai 1948. La république de Corée (ou ROK) est créée avec Syngman Rhee comme président et remplace officiellement l'occupation militaire américaine le 15 août. En Corée du Nord, la république populaire démocratique de Corée (ou RPDC) est proclamée le 9 septembre, avec Kim Il-sung comme premier ministre. Les forces d'occupation soviétiques quittent la RPDC le 10 décembre 1948. Les forces américaines quittent la république de Corée l'année suivante, bien que le groupe consultatif militaire américain coréen reste déployé pour former l'armée de terre de la république de Corée. Les nouveaux régimes adoptent même des noms différents pour la Corée : le Nord choisissant Choson, et le Sud Hanguk.
Les deux gouvernements opposés se considèrent comme le gouvernement de l'ensemble de la péninsule coréenne (encore aujourd'hui), et tous deux considèrent la division comme temporaire,. Kim Il-sung fait pression sur Staline et Mao pour obtenir leur soutien dans une guerre de réunification, tandis que Syngman Rhee exprime à plusieurs reprises son désir de conquérir le Nord,. En 1948, la Corée du Nord, qui possède la quasi-totalité des générateurs, coupe l'alimentation électrique du Sud. Avant le déclenchement de la guerre civile, divers affrontements le long du 38e parallèle éclatent, en particulier à Kaesŏng et Ongjin, initiés par les deux parties,.
Tout au long de cette période, des soulèvements éclatent dans le Sud, tels que le soulèvement de Jeju et la rébellion Yeosu-Suncheon, qui seront brutalement réprimés. Au total, plus de cent mille personnes trouvent la mort dans les combats à travers la Corée avant le début de la guerre de Corée.

## Guerre de Corée (1950-1953)

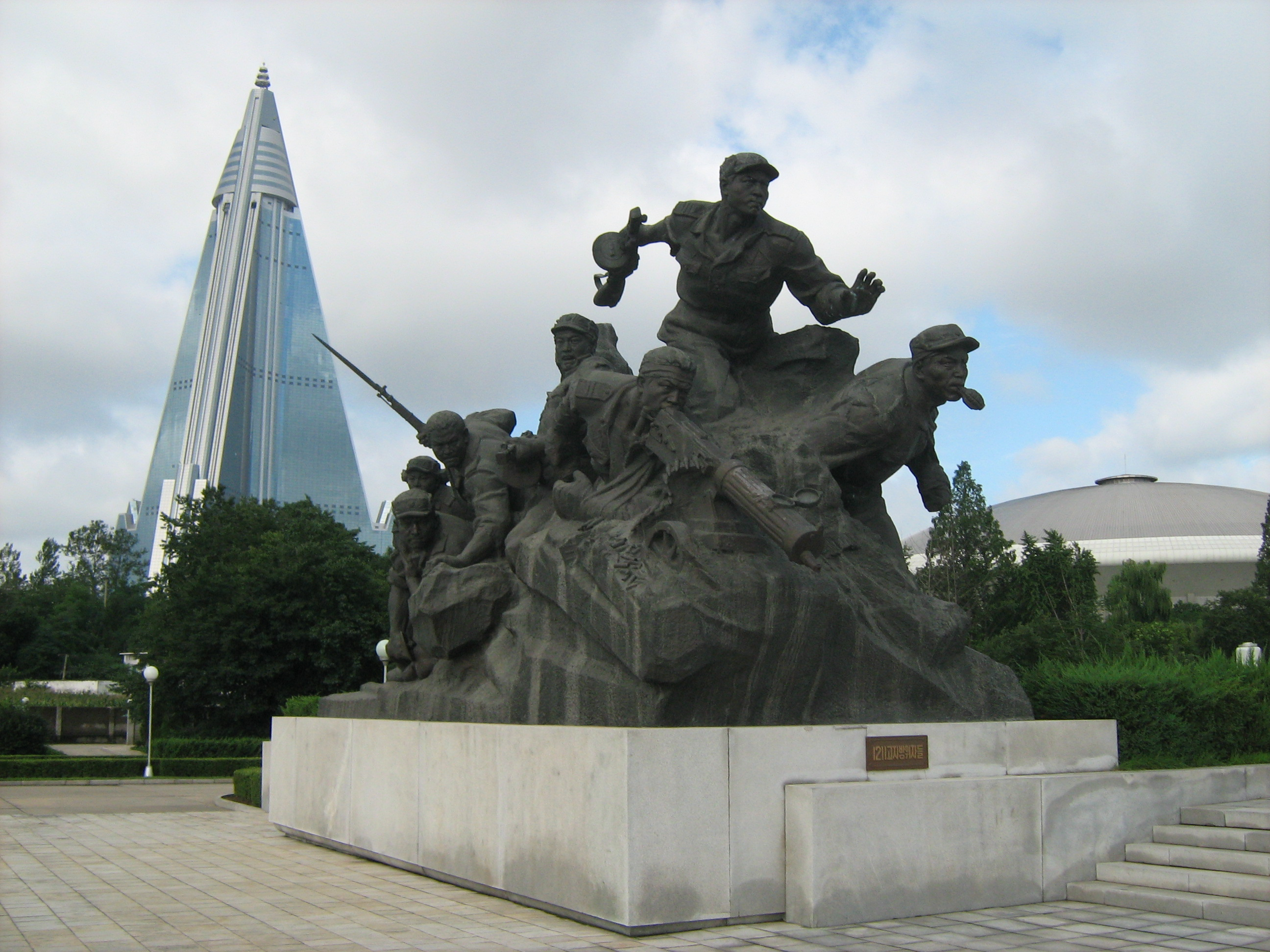
Le mémorial de la guerre de Corée à Pyongyang, en Corée du Nord, avec l'hôtel Ryugyong pyramidal en arrière-plan.

En 1950, la Corée du Nord dispose d'une nette supériorité militaire sur le Sud. Les occupants soviétiques l'avaient armé d'armes excédentaires et lui avaient dispensé une formation. De nombreuses troupes retournant en Corée du Nord étaient endurcies par leur participation à la guerre civile chinoise, qui venait de se terminer,. Kim Il-sung s'attendait à une victoire rapide, s'attendant à des soulèvements pro-communistes dans le Sud et espérant une non-intervention américaine. Plutôt que de percevoir le conflit comme une guerre civile, l'Occident l'a discerné dans le contexte de la guerre froide comme une agression communiste, liée aux événements récents en Chine et en Europe de l'Est.

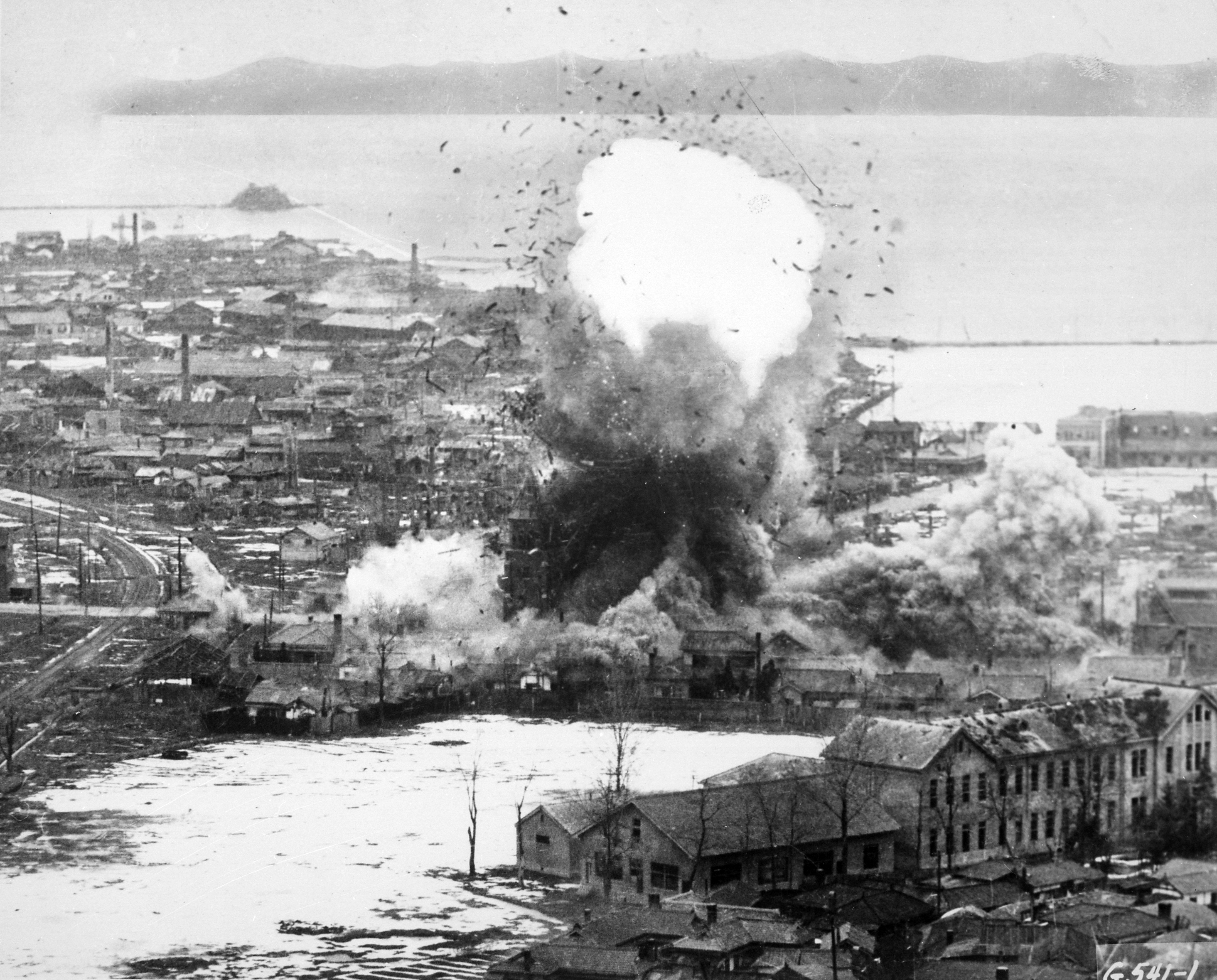
Avions américains bombardant Wonsan, Corée du Nord, 1951.

Les forces coréennes du Nord traversent la frontière de la Corée du Sud le 25 juin 1950 et envahissent rapidement la majeure partie du pays. En septembre 1950, la force des Nations unies, dirigée par les États-Unis, intervient pour défendre le Sud et, après le débarquement d'Incheon et l'évasion du périmètre de Busan, avance rapidement en Corée du Nord. Alors que la force de l'ONU s'approche de la frontière avec la Chine, les forces chinoises interviennent au nom de la Corée du Nord, modifiant à nouveau l'équilibre de la guerre. Les combats prennent fin le 27 juillet 1953, par la mise en place d'un armistice qui rétablira approximativement les frontières d'origine entre les deux Corées.
La Corée a été dévastée par la guerre. Environ trois millions de civils et de soldats ont été tués. Séoul est en ruine, ayant changé de camps quatre fois. Plusieurs millions de réfugiés nord-coréens ont fui vers le sud. La quasi-totalité des bâtiments importants de la Corée du Nord avaient été détruits,. En conséquence, les Nord-Coréens ont développé un antagonisme profond envers les États-Unis.

## Armistice
Les négociations pour un armistice commencent le 10 juillet 1951, alors que la guerre se poursuit. Les principaux enjeux sont l'établissement d'une nouvelle ligne de démarcation et l'échange de prisonniers. Après la mort de Staline, l'Union soviétique négocie des concessions qui conduit à un accord le 27 juillet 1953.
Le président Syngman Rhee s'oppose à l'armistice parce qu'il laisse la Corée divisée. Alors que les négociations touchent à leur fin, il tente de saboter les arrangements pour la libération des prisonniers et mène des rassemblements de masse contre l'armistice. Il refuse de signer l'accord, mais accepte à contrecœur de s'y conformer.
L'armistice inaugure un cessez-le-feu officiel mais ne conduit pas à un traité de paix entre les deux Corées. Celui-ci établit la zone démilitarisée (DMZ), une zone tampon entre les deux côtés, qui croise le 38e parallèle mais ne le suit pas. Malgré son nom, la frontière était, et continue d'être, l'une des plus militarisées au monde.
La Corée du Nord annonça à plusieurs reprises (au moins six fois) ne plus respecter l'armistice, au cours des années 1994, 1996, 2003, 2006, 2009 et 2013,.

## Époque de la guerre froide
Après la guerre, les forces chinoises quittent le pays, mais les forces américaines demeurent dans le Sud. Les conflits sporadiques se poursuivent. L'occupation du Sud par le Nord laisse un mouvement de guérilla qui persiste dans les provinces de Jeolla. Le 1er octobre 1953, les États-Unis et la Corée du Sud signent un traité de défense. En 1958, les États-Unis placent des armes nucléaires en Corée du Sud. En 1961, la Corée du Nord signe des traités de défense mutuelle avec l'URSS et la Chine. Dans le traité d'entraide et de coopération sino-nord-coréen, la Chine s'engage à fournir immédiatement une assistance militaire et autre par tous les moyens à la Corée du Nord contre toute attaque extérieure. Au cours de cette période, la Corée du Nord est décrite par l'ancien directeur de la CIA, Robert Gates, comme la « cible de renseignement la plus difficile au monde ». Parallèlement à l'affrontement militaire, une guerre de propagande a lieu, y compris des campagnes de propagande par ballons.
Les régimes opposés s'alignent sur les côtés opposés dans la guerre froide. Les deux parties sont reconnues comme le gouvernement légitime de la Corée par les blocs opposée. La Corée du Sud devient une dictature militaire fortement anti-communiste. La Corée du Nord se présente comme un état phare du communisme orthodoxe, distinct de l'Union soviétique et de la Chine. Le régime développe la doctrine du Juche ou de l'autonomie, qui comprend une mobilisation militaire extrême. En réponse à la menace de guerre nucléaire, elle construit de vastes installations souterraines et dans les montagnes,. Le métro de Pyongyang ouvre ses portes dans les années 1970, avec la capacité de servir d'abri anti-bombes. Jusqu'au début des années 1970, la Corée du Nord était économiquement l'égale du Sud.
La Corée du Sud a été fortement impliquée dans la guerre du Viêt Nam. Des centaines de pilotes de chasse nord-coréens se sont rendus au Viêt Nam, abattant 26 avions américains. Des équipes de spécialistes nord-coréens de la guerre psychologique ont ciblé les troupes sud-coréennes et des guérilleros vietnamiens ont été entraînés dans le Nord.

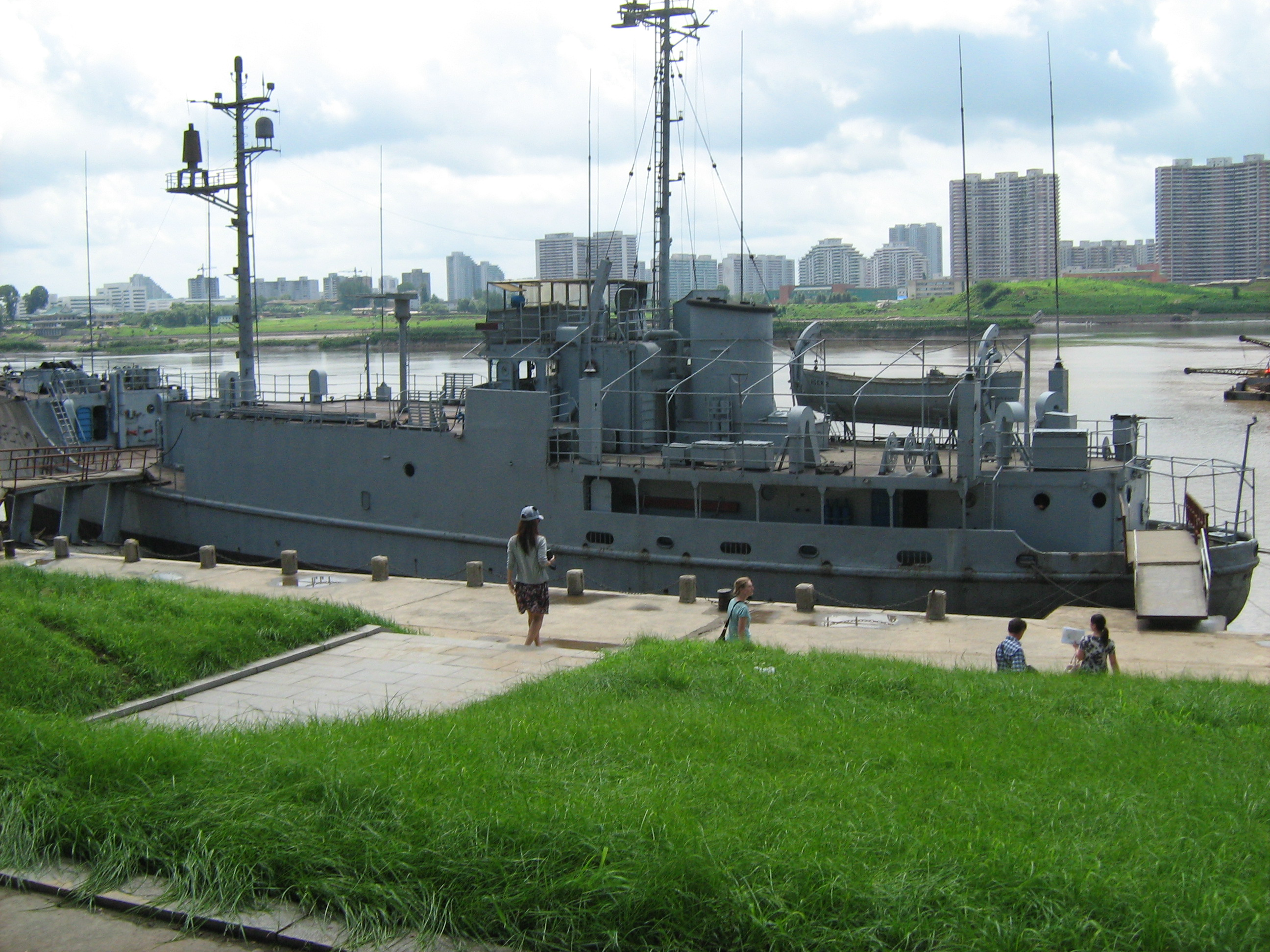
L' visité par des touristes à Pyongyang.

Les tensions entre le Nord et le Sud s'intensifient à la fin des années 1960 avec une série d'affrontements armés mineurs connus sous le nom de conflit DMZ coréen. En 1966, Kim déclare que la « libération du sud » est un « devoir national ». En 1968, des commandos nord-coréens lancent le raid sur la Maison Bleue, une tentative infructueuse d'assassinat du président sud-coréen Park Chung-hee. Peu de temps après, le navire espion américain USS Pueblo est capturé par la marine nord-coréenne. Les Américains ont vu la crise en termes de confrontation globale avec le communisme, mais, plutôt que d'orchestrer l'incident, le gouvernement soviétique s'en est senti concerné. La crise a été initiée par Kim, inspiré par les succès communistes de la guerre du Viêt Nam.
En 1967, le compositeur d'origine coréenne Isang Yun est kidnappé en Allemagne de l'Ouest par des agents sud-coréens et emprisonné en Corée du Sud sous l'inculpation d'espionnage pour le compte du Nord. Il sera finalement libéré après un tollé international.
En 1969, la Corée du Nord abat un avion espion américain EC-121 au-dessus de la mer du Japon, tuant les 31 membres d'équipage à bord, dans ce qui constitue la plus grande perte d'équipage américain pendant la guerre froide. En 1969, le YS-11 de Korean Air est détourné et envoyé en Corée du Nord. De même, en 1970, les pirates de l'air du vol Japan Airlines 351 obtiennent l'asile en Corée du Nord. En réponse au raid sur Maison Bleue, le gouvernement sud-coréen met en place une unité spéciale pour assassiner Kim Il-sung, mais la mission est abandonnée en 1972.

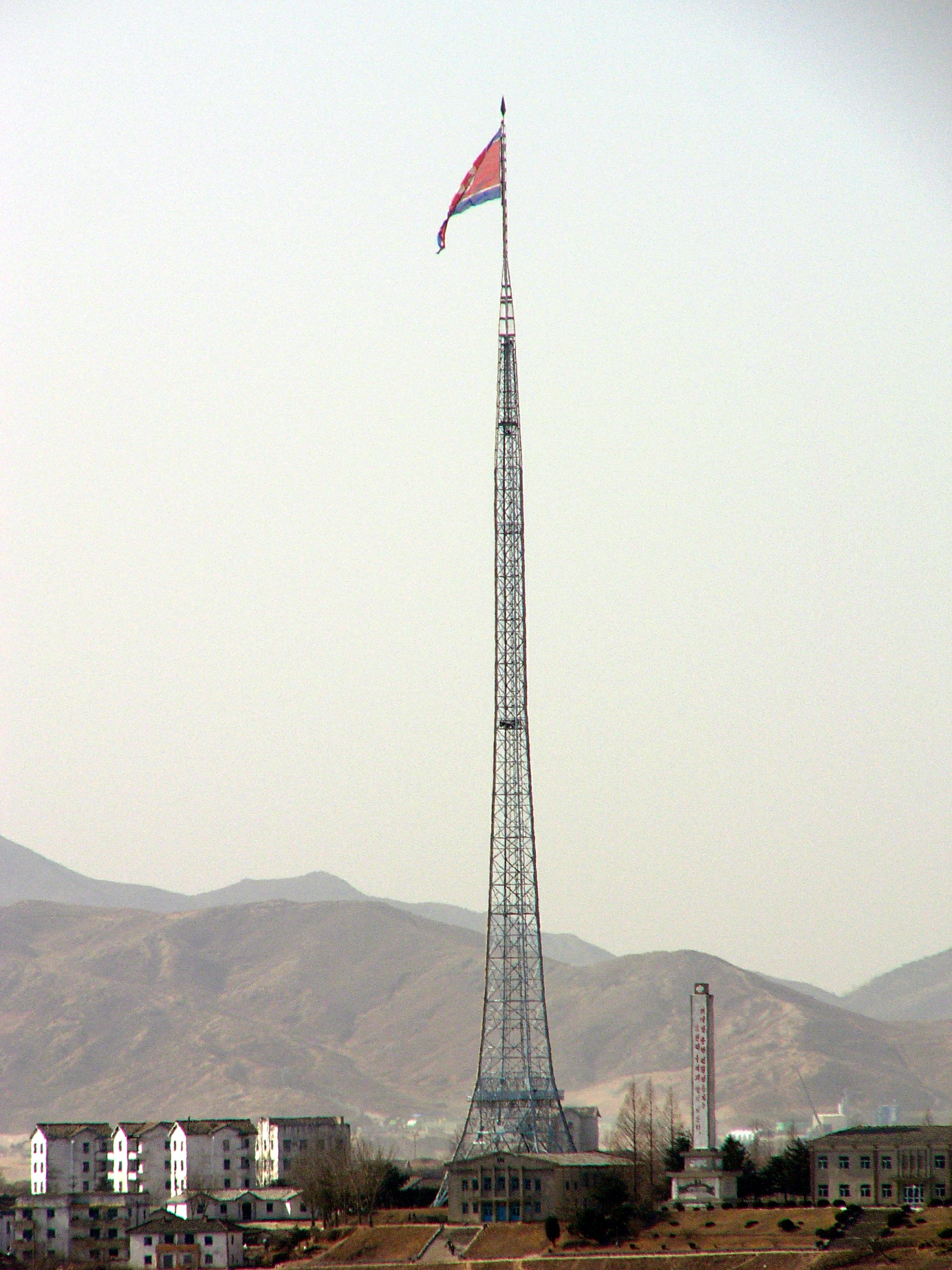
Le mât nord-coréen situé près de Panmunjeom.

En 1974, Mun Se-gwang (en), un sympathisant nord-coréen tente d'assassiner le président Park et tue sa femme, Yuk Young-soo. En 1976, l'incident de Panmunjeom Axe entraîne la mort de deux officiers de l'armée américaine dans la DMZ et menace de déclencher une guerre à grande échelle,. Dans les années 1970, la Corée du Nord enlève un certain nombre de citoyens japonais.
En 1976, dans des minutes désormais déclassifiées, le sous-secrétaire américain à la Défense, William Clements, déclare à Henry Kissinger qu'il y avait eu 200 raids ou incursions en Corée du Nord depuis le Sud, mais pas par l'armée américaine. Selon des politiciens sud-coréens qui ont fait campagne pour l'indemnisation des survivants, plus de 7 700 agents secrets se sont infiltrés en Corée du Nord de 1953 à 1972, dont environ 5 300 ne seraient pas revenus. Les détails de quelques-unes seulement de ces incursions sont devenus publics, y compris les raids des forces sud-coréennes en 1967 qui avaient saboté environ 50 installations nord-coréennes. D'autres missions consistaient à cibler des conseillers de Chine et d'Union soviétique afin de saper les relations entre la Corée du Nord et ses alliés.
Le dirigeant est-allemand, Erich Honecker, qui s'y est rendu en 1977, était l'un des amis étrangers les plus proches de Kim Il-sung. En 1986, l'Allemagne de l'Est et la Corée du Nord signent un accord de coopération militaire. Kim était également proche des dirigeants communistes non-conformistes, Josip Broz Tito de Yougoslavie et Nicolae Ceaușescu de Roumanie. Le dirigeant libyen Mouammar Kadhafi a également rencontré Kim Il-sung et était un proche allié de la RPDC,. La Corée du Nord commence à jouer un rôle dans le mouvement radical mondial, forgeant des liens avec des groupes aussi divers que le Black Panther Party des États-Unis, le Parti des travailleurs d'Irlande et le Congrès national africain. Alors qu'elle insiste de plus en plus sur son indépendance, la Corée du Nord commence à promouvoir la doctrine du Juche (« autonomie ») comme alternative au marxisme-léninisme orthodoxe et comme modèle à suivre pour les pays en développement.

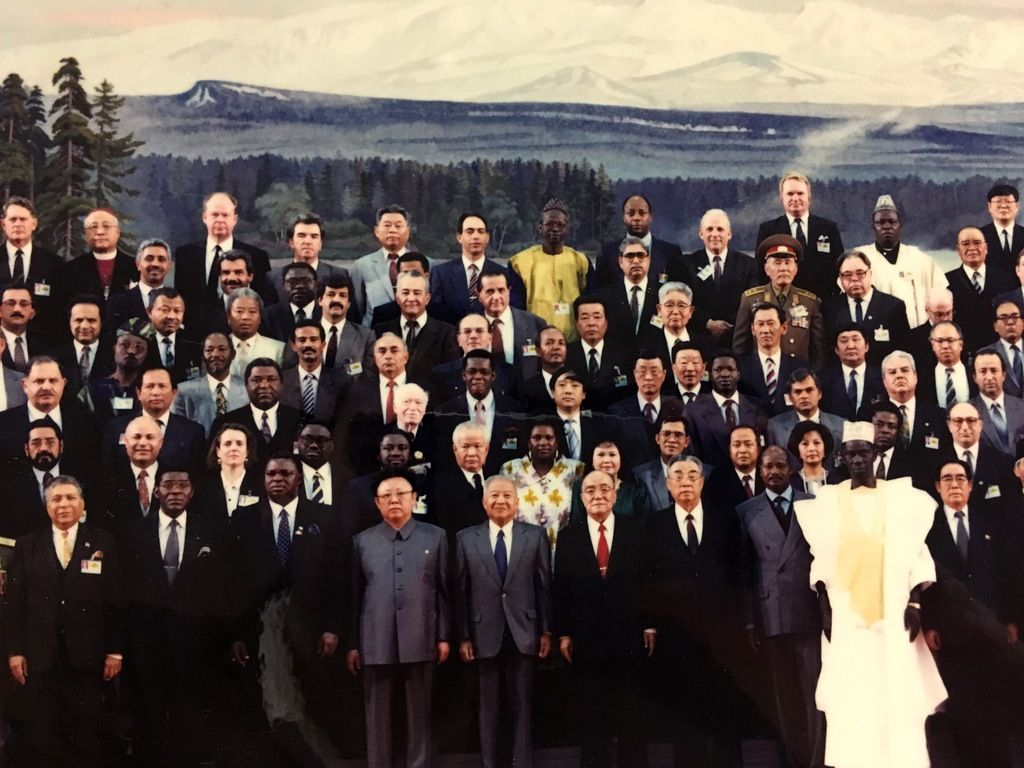
Cérémonie du 80e anniversaire de Kim Il-sung avec des invités internationaux, en 1992.

Lorsque le dialogue Nord-Sud débute en 1972, la Corée du Nord commence à recevoir la reconnaissance diplomatique des pays extérieurs au bloc communiste. En quatre ans, la Corée du Nord est reconnue par 93 pays, à égalité avec la reconnaissance de la Corée du Sud par 96 pays. La Corée du Nord entre dans l'Organisation mondiale de la santé et, par conséquent, envoie ses premières missions d'observation permanentes aux Nations unies (ONU). En 1975, il rejoint le Mouvement des non-alignés.
Au cours des années 1970, le Nord et le Sud commencent à renforcer leur capacité militaire. La Corée du Nord a creusé des tunnels sous la DMZ pouvant accueillir des milliers de soldats. Alarmée par la perspective d'un désengagement américain, la Corée du Sud lance un programme secret d'armement nucléaire (en) auquel Washington s'est fermement opposé.
En 1977, le président américain Jimmy Carter propose le retrait des troupes de Corée du Sud. Une réaction généralisée a lieu en Amérique et en Corée du Sud, et les critiques ont fait valoir que cette action permettra au Nord de s'emparer de Séoul. Carter reporte l'opération et son successeur Ronald Reagan inverse cette politique, augmentant le nombre de soldats à quarante-trois mille. Après la fourniture de Reagan de chasseurs F-16 au Sud et la visite de Kim Il-sung à Moscou en 1984, l'URSS recommence l'aide militaire et la coopération avec le Nord.
Les troubles en Corée du Sud atteignent leur paroxysme avec le soulèvement de Gwangju en 1980. La dictature assimile la dissidence à la subversion nord-coréenne. D'autre part, certains jeunes manifestants considèrent les États-Unis comme complices de la répression politique et s'identifient à la propagande nationaliste du Nord,.
En 1983, la Corée du Nord perpètre l'attentat de Rangoun, une tentative d'assassinat ratée contre le président sud-coréen Chun Doo-hwan alors en visite en Birmanie. L'attentat à la bombe contre le vol 858 de Korean Air en 1987, à l'approche des Jeux olympiques de Séoul, conduit le gouvernement américain à placer la Corée du Nord sur sa liste des pays terroristes,. La Corée du Nord lance un boycott des JO, soutenue par Cuba, l'Éthiopie, l'Albanie et les Seychelles.
En 1986, l'ancien ministre sud-coréen des Affaires étrangères Choe Deok-sin fait défection en Corée du Nord, devenant le chef du parti chondoïste Chong-u.
Dans les années 1980, le gouvernement sud-coréen érige un mât de 98 mètres de haut dans le village de Daeseong-dong (en) dans la DMZ. En réponse, la Corée du Nord érige un mât de 160 mètres de haut dans le village voisin de Kijŏng-dong.

## Isolement et escarmouches

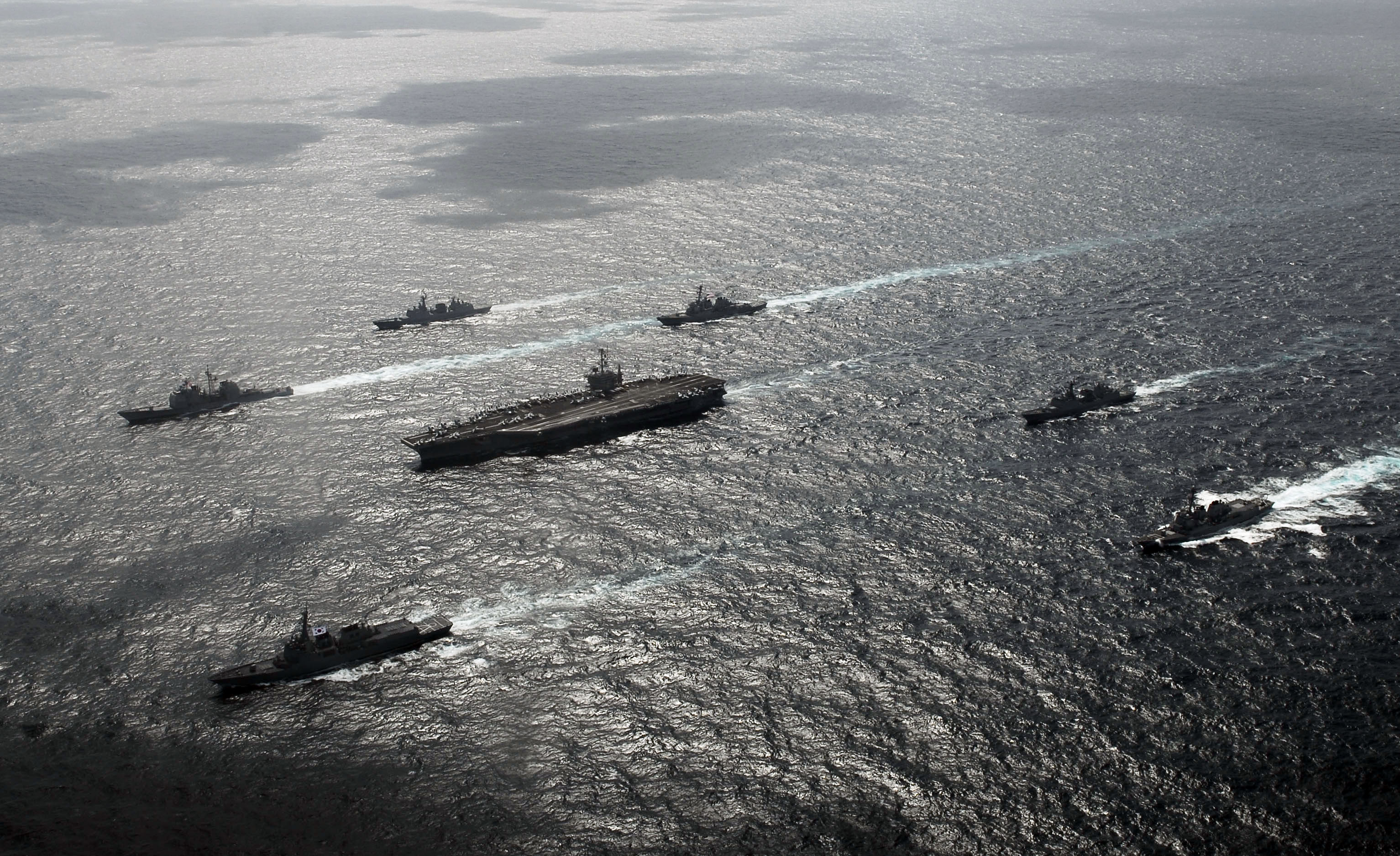
Navires du 3e groupe aéronaval américain naviguant en formation avec les navires de la marine de la république de Corée pendant l'exercice Key Resolve/Foal Eagle en 2009.

À la fin de la guerre froide, la Corée du Nord perd le soutien de l'Union soviétique et plonge dans une crise économique. Avec la mort du dirigeant Kim Il-sung en 1994, les Occidentaux s'attendaient à ce que le gouvernement nord-coréen puisse s'effondrer et que la péninsule soit réunifiée,.
En 1994, le président américain Bill Clinton envisage de bombarder le réacteur nucléaire de Yongbyon. Cette option est abandonnée après avoir été informé des pertes qu'engendreraient une telle guerre ; potentiellement 52 000 victimes militaires américaines et 490 000 sud-coréennes au cours des trois premiers mois, ainsi qu'un grand nombre de victimes civiles,. Au lieu de cela, en 1994, les États-Unis et la Corée du Nord signent un accord-cadre visant à geler le programme nucléaire nord-coréen. En 1998, le président sud-coréen Kim Dae-jung lance la Sunshine Policy qui vise à favoriser de meilleures relations avec le Nord. Cependant, au lendemain des attentats du 11-Septembre, le président américain George W. Bush dénonce cette politique et, en 2002, qualifie la Corée du Nord de membre d'un « axe du mal »,. Les pourparlers à six impliquant la Corée du Nord et du Sud, les États-Unis, la Russie, le Japon et la Chine ont commencé en 2003 mais n'ont pas abouti à une résolution. En 2006, la Corée du Nord annonce avoir réussi son premier essai nucléaire. La Sunshine Policy est officiellement abandonnée par le président sud-coréen Lee Myung-bak après son élection en 2007.
Au début du XXIe siècle, il est estimé que la concentration de la puissance de feu dans la zone entre Pyongyang et Séoul est supérieure à celle de l'Europe centrale pendant la guerre froide. L'armée populaire nord-coréenne est numériquement deux fois plus grande que l'armée sud-coréenne et dispose de la capacité à dévaster Séoul avec des bombardements d'artillerie et de missiles. L'armée sud-coréenne, cependant, est jugée techniquement supérieure à bien des égards,. Les forces américaines sont restées en Corée du Sud et ont effectué des exercices militaires annuels avec les forces sud-coréennes, notamment Key Resolve, Foal Eagle et Ulchi Freedom Guardian. Ceux-ci sont régulièrement dénoncés par la Corée du Nord comme des actes d'agression,. Entre 1997 et 2016, le gouvernement nord-coréen accuse d'autres gouvernements de lui avoir déclaré la guerre 200 fois. Les analystes décrivent la garnison américaine comme un déclencheur assurant l'implication militaire américaine, mais certains se demandent si des renforts suffisants seraient à venir.
Durant cette période, deux sous-marins nord-coréens sont capturés après s'être échoués sur les côtes sud-coréennes, un près de Gangneung en 1996 et un près de Sokcho en 1998. En décembre 1998, la marine sud-coréenne coule un semi-submersible nord-coréen lors de la bataille de Yeosu. En 2001, les garde-côtes japonais coulent un navire espion nord-coréen lors de la bataille d'Amami-Ōshima.
La Corée du Sud cesse d'envoyer des « agents de démolition de la Corée du Nord » au début des années 2000,.

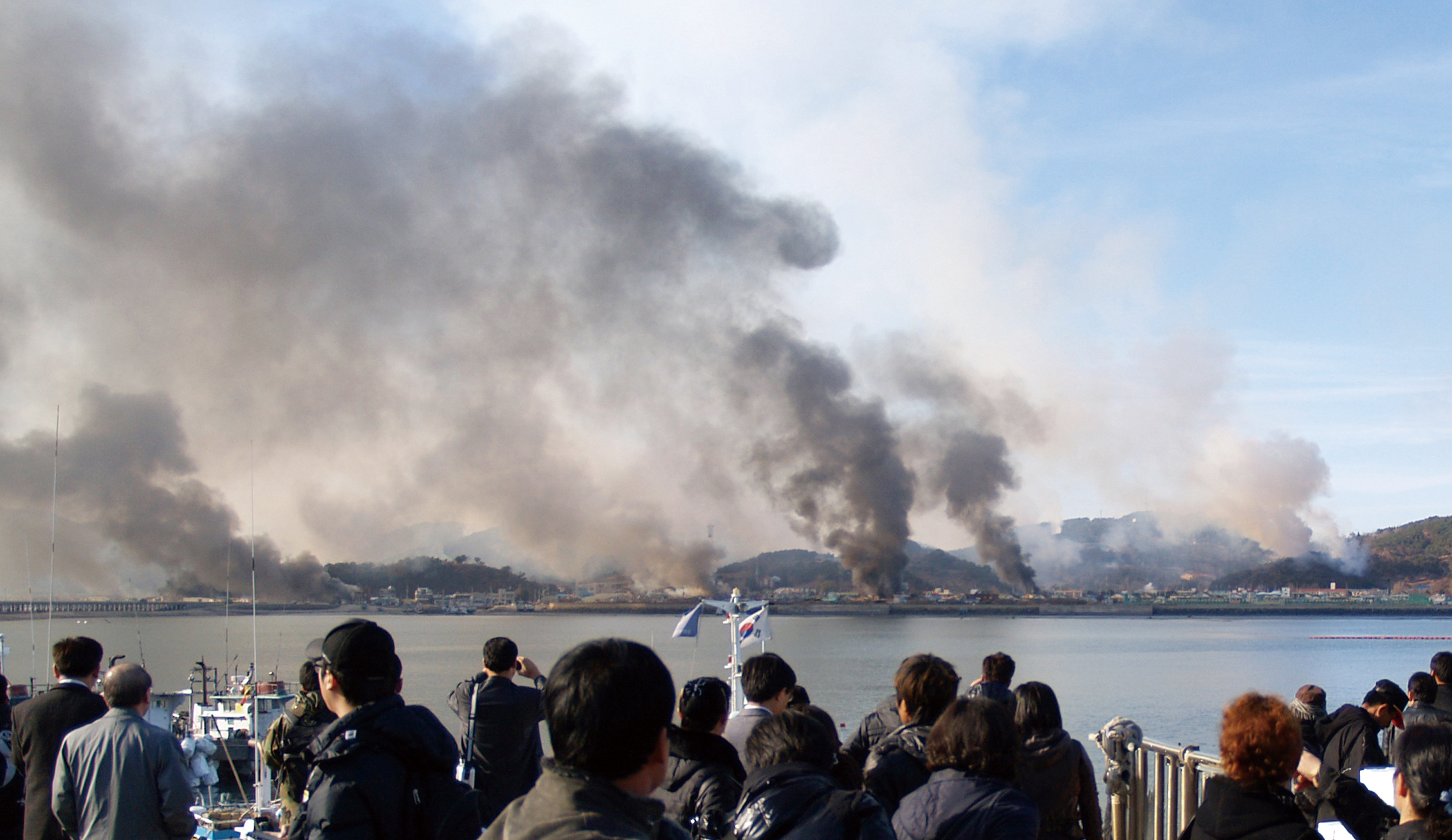
L'île de Yeonpyeong bombardée par la Corée du Nord en novembre 2010.

Le conflit s'intensifie près de la frontière maritime contestée connue sous le nom de ligne de limite nord dans la mer Jaune. En 1999 et 2002, des affrontements éclatent entre les marines du Nord et du Sud, connus sous le nom de première et seconde bataille de Yeonpyeong. Le 26 mars 2010, un navire de la marine sud-coréenne, le ROKS Cheonan, coule près de l'île de Baengnyeong en mer Jaune et une torpille nord-coréenne est mise en cause. Le 23 novembre 2010, en réponse à un exercice militaire conjoint, la Corée du Nord fait feu avec de l'artillerie sur l'île sud-coréenne du Yeonpyeong en mer Jaune, provoquant une riposte de la Corée du Sud.
En 2013, au milieu des tensions concernant son programme de missiles, la Corée du Nord force la fermeture temporaire de la région industrielle de Kaesong exploitée conjointement. La zone est de nouveau fermée en 2016. Un parlementaire sud-coréen est reconnu coupable d'avoir comploté une campagne de sabotage pour soutenir le Nord en 2013 et emprisonné pendant 12 ans. En 2014, selon le New York Times, le président américain Barack Obama a ordonné l'intensification de la cyberguerre et de la guerre électronique pour perturber les essais de missiles de la Corée du Nord, mais ce récit a été contesté par les analystes du Nautilus Institute.
En 2016, face aux protestations, la Corée du Sud décide de déployer le système antimissile américain THAAD. Après le cinquième essai nucléaire de la Corée du Nord en septembre 2016, la Corée du Sud élabore un plan pour raser Pyongyang si son voisin montre des signes d'une attaque nucléaire imminente. Une station nord-coréenne recommence à émettre, après une interruption de 16 ans, envoyant apparemment des messages codés à des agents du Sud. Alors que la Corée du Sud est secouée par un scandale, la Corée du Nord soutient avec enthousiasme la destitution de la présidente Park Geun-hye, intensifiant les distributions de tracts. À leur tour, les partisans de Park accusent le parti d'opposition Liberté de Corée de baser son logo sur la tour du Juche de Pyongyang.
En mars 2017, le gouvernement sud-coréen augmente les récompenses aux transfuges nord-coréens apportant avec eux des informations classifiées ou du matériel militaire. Il est également rapporté qu'en 2016, des pirates nord-coréens avaient volé des données militaires sud-coréennes classifiées, y compris un plan pour le meurtre de Kim Jong-un. Selon des experts en cybersécurité, la Corée du Nord a maintenu une armée de pirates formés pour perturber les réseaux informatiques ennemis et voler à la fois de l'argent et des données sensibles. Au cours de la décennie précédente, le pays a été blâmé pour ses nombreuses cyberattaques et autres attaques de piratage en Corée du Sud et dans le monde, y compris le piratage de Sony Pictures, apparemment en représailles à la sortie du film de 2013 L'interview, qui dépeint l'assassinat de Kim Jong-un.

## Alternance entre tension et diplomatie

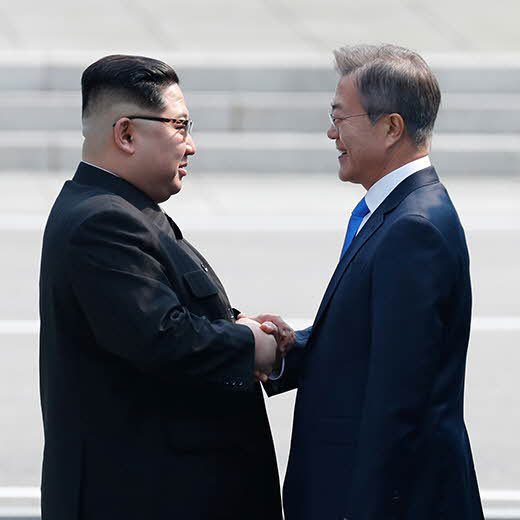
Kim Jong-un et Moon Jae-in se serrent la main dans la DMZ lors du premier sommet intercoréen de 2018.

L'année 2017 voit une période de tension accrue entre les États-Unis et la Corée du Nord. Au début de l'année, le nouveau président américain Donald Trump abandonne la politique de « patience stratégique » associée à l'administration Obama précédente. Plus tard dans l'année, Moon Jae-in est élu président de la Corée du Sud avec la promesse de revenir à la politique du rayon de soleil. Le 4 juillet 2017, la Corée du Nord mène avec succès son premier essai d'un missile balistique intercontinental (ICBM), baptisé Hwasong-14 (en). Le pays effectue un autre test le 28 juillet. Le 5 août 2017, l'ONU impose de nouvelles sanctions, accueillies avec défi par le gouvernement nord-coréen.

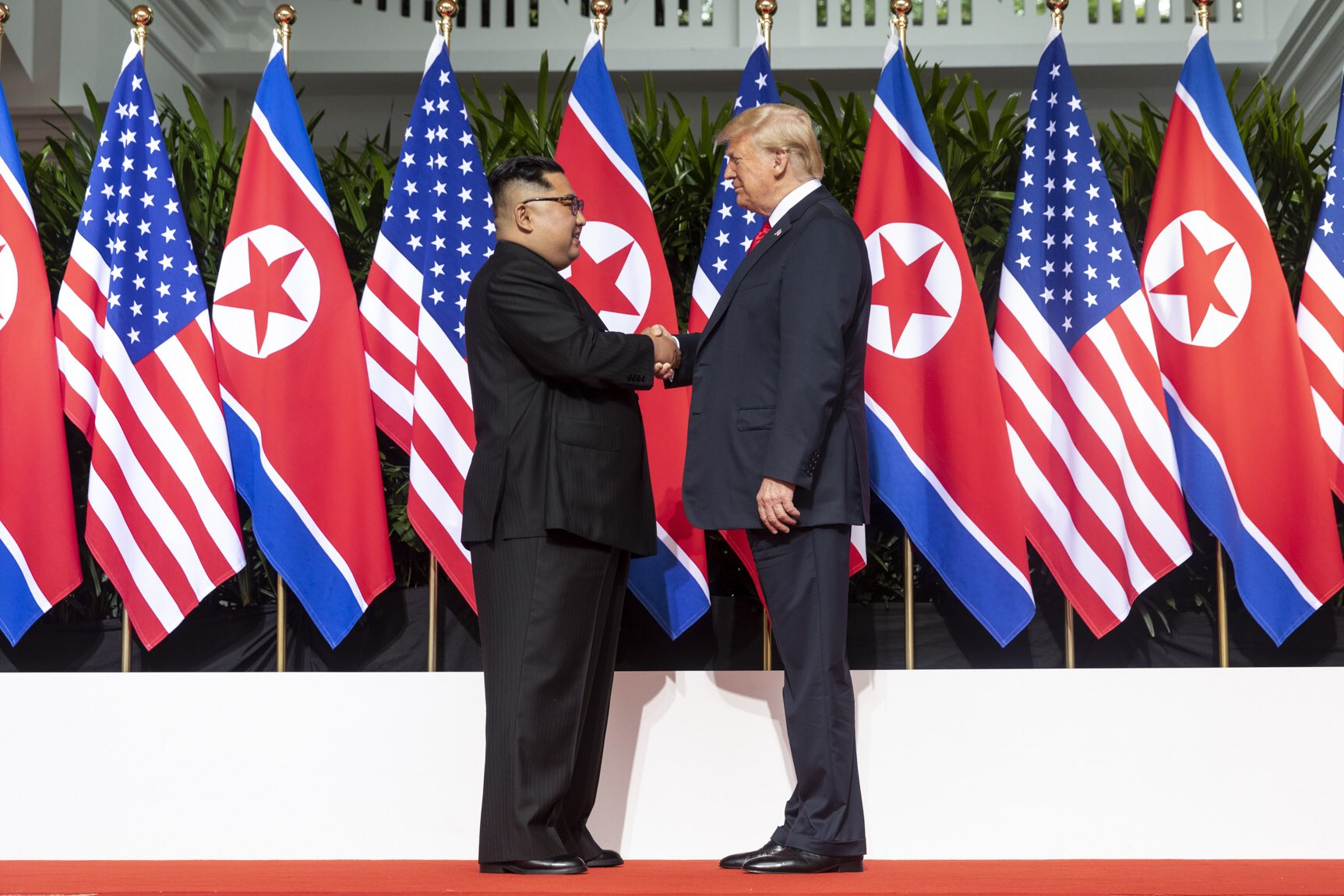
Kim Jong-un et Donald Trump se serrent la main au sommet de Singapour en 2018.

À la suite des sanctions, Trump avertit que les menaces nucléaires nord-coréennes « seront accueillies par le feu, la fureur et franchement la puissance, comme le monde n'en a jamais vu auparavant ». En réponse, la Corée du Nord annonce qu'elle envisage un test de missile dans lequel celui-ci atterrirait près du territoire américain de Guam. Le 29 août, la Corée du Nord tire un autre missile. Quelques jours plus tard, alors que les tensions demeurent toujours vives, la Corée du Nord effectue son sixième essai nucléaire le 3 septembre. Le test provoque une condamnation internationale et aboutit à de nouvelles sanctions économiques prises contre la Corée du Nord. Un peu plus de deux semaines après leur précédent tir, la Corée du Nord effectue un nouveau test de missile. Le 28 novembre, la Corée du Nord lance un autre missile qui, selon les analystes, est capable d'atteindre n'importe quel zone des États-Unis. Le test conduit les Nations unies à imposer de nouvelles sanctions au pays.
En janvier 2018, la réunion des ministres des Affaires étrangères de Vancouver sur la sécurité et la stabilité dans la péninsule coréenne est co-organisée par le Canada et les États-Unis sur les moyens d'accroître l'efficacité des sanctions contre la Corée du Nord. Les coprésidents (la ministre canadienne des Affaires étrangères Freeland et le secrétaire d'État américain Tillerson) ont publié un résumé soulignant l'urgence de persuader la Corée du Nord d'une dénucléarisation, tout en soulignant la nécessité de sanctions pour créer les conditions d'une solution diplomatique.
Lorsque Kim Jong-un a proposé de participer aux Jeux olympiques d'hiver de 2018 en Corée du Sud dans son discours du Nouvel An, le téléphone rouge intercoréen a été rétabli après près de deux ans d'interruption. En février, la Corée du Nord envoie aux JO une importante délégation, dirigée par Kim Yo-jong, la sœur de Kim Jong-un, et le président Kim Yong-nam, transmettant une invitation au président Moon pour se rendre dans le Nord. Kim Jong-un et Moon se rencontrent dans la zone de sécurité conjointe le 27 avril, annonçant que leurs gouvernements travailleront à une péninsule coréenne dénucléarisée et officialiseront la paix entre les deux pays. Le 12 juin, Kim rencontre Donald Trump lors d'un sommet à Singapour et signe une déclaration, affirmant le même engagement. Trump déclare qu'il mettra fin aux exercices militaires avec la Corée du Sud et annonce le retrait complet des troupes américaines.
En septembre 2018, lors d'un sommet avec Moon à Pyongyang, Kim accepte de démanteler les installations d'armes nucléaires de la Corée du Nord si les États-Unis prennent des mesures réciproques. Les deux gouvernements annoncent également établir des zones tampons à leurs frontières pour éviter les affrontements. Le 1er novembre, des zones tampons sont établies dans la DMZ pour aider à garantir la fin des hostilités sur terre, sur mer et dans les airs. Les zones tampons s'étendent du nord de l'île Deokjeok au sud de l'île Cho dans la mer de l'Ouest et au nord de la ville de Sokcho et au sud du comté de Tongchon dans la mer (jaune) de l'Est. De plus, des zones d'interdiction de survol sont établies le long de la DMZ,.
En février 2019 à Hanoï, un deuxième sommet entre Kim et Trump échoue sans accord. Le 30 juin 2019, le président Trump rencontre Kim Jong-un et Moon Jae-in à la DMZ, devenant ainsi le premier président américain en exercice à entrer en Corée du Nord. Les pourparlers à Stockholm débutent le 5 octobre 2019 entre les équipes de négociation américaines et nord-coréennes, mais échouent au bout d'une journée. En juin 2020, la Corée du Nord démolit le bureau de liaison conjoint intercoréen à Kaesŏng.
En février 2021, la Corée du Sud continue d'omettre le statut d'« ennemi » de la Corée du Nord du Livre blanc de l'armée sud-coréenne,. Fin 2021, le président Moon, approchant de la fin de son mandat de cinq ans, convoque un forum, « Déclaration de fin de la guerre : les limites et les perspectives », continuant à rechercher une solution diplomatique ; mais cela s'heurte à l'opposition de certains orateurs, dont des représentants du Pouvoir au peuple.
Le 9 septembre 2022, la Corée du Nord adopte une loi pour se déclarer « État doté d'armes nucléaires ». Quelques semaines plus tard, un missile balistique nord-coréen de moyenne portée survole le Japon (une première depuis 2017), provoquant le système d'alerte aux missiles du pays et demandant à la population concernée d'évacuer les lieux. Début novembre 2022, la Corée du Nord procède à une série inédite de tirs en direction des eaux du voisin du sud et du Japon, en réponse aux manœuvres conjointes des aviations sud-coréennes et américaines engagées dans l'opération Vigilant Storm à laquelle participent des centaines d'appareils pour chacun des deux États. Au moins 23 tirs de missiles balistiques sont recensés, dont l'un a frôlé l'île sud-coréenne d'Ulleungdo, y occasionnant une alerte au raid aérien. Il s'agit du tir tombé le plus près des eaux territoriales nationales sud-coréennes depuis 1953. En décembre 2022, cinq drones nord-coréens sont entrés dans l'espace aérien sud-coréen, échappant aux défenses sud-coréennes, l'un entrant dans la zone d'exclusion aérienne autour de la Maison bleue.
À partir de 2023, les publications nord-coréennes demeurent censurées en Corée du Sud. La Corée du Nord fit campagne contre la culture étrangère, tandis que le gouvernement américain parraina le flux d'informations extérieures vers la Corée du Nord. Lors d'un sommet le 13 janvier 2023, le président américain Joe Biden et le Premier ministre japonais Fumio Kishida ont discuté d'une action conjointe contre la Corée du Nord.
Entre le 5 et le 7 janvier 2024, la Corée du Nord tire plus de 350 obus vers l'île de Yeonpyeong lors d'exercices d’artillerie à munitions réelles. Cependant, aucun projectile n’est tombé du côté sud-coréen de la ligne de démarcation maritime, affirme l’agence Yonhap. Il s'agit de l'escalade militaire la plus sérieuse sur la péninsule depuis 2010, alors que les relations sont au plus bas entre les deux pays.

### Bbiligraphie
- Christoph Bluth, Korea, Cambridge, Polity Press, 2008 (ISBN 978-0745633572)
- Adrian Buzo, The Making of Modern Korea, Londres, Routledge, 2002 (ISBN 0415237491, lire en ligne)
- Bruce Cumings, Korea's Place in the Sun: A Modern History, New York, W. W. Norton & Company, 2005 (ISBN 0393327027)
- James Hoare et Susan Pares, Conflict in Korea: An Encyclopedia, Santa Barbara, ABC-CLIO, 1999 (ISBN 978-0874369786, lire en ligne )
- Sheila Miyoshi Jager, Brothers at War – The Unending Conflict in Korea, London, Profile Books, 2013 (ISBN 978-1846680670)
- Hyung Gu Lynn, Bipolar Orders: The Two Koreas since 1989, Zed Books, 2007 (lire en ligne)
- Don Oberdorfer et Robert Carlin, The Two Koreas: A Contemporary History, Basic Books, 2014 (ISBN 978-0465031238)
- Michael E. Robinson, Korea's Twentieth-Century Odyssey, Honolulu, University of Hawaii Press, 2007 (ISBN 978-0824831745, lire en ligne )